# Van Buren, Ohio
Van Buren är en ort i Hancock County i delstaten Ohio, USA.